# Franse selecties op internationale voetbaltoernooien
Dit is een overzichtspagina met de selecties van het Frans voetbalelftal die deelnamen aan de grote internationale voetbaltoernooien.

## Olympische Spelen 1900
- Resultaat: zilveren medaille

data corresponderend met situatie voorafgaand aan toernooi

## Olympische Spelen 1908
- Resultaat: halve finale

data corresponderend met situatie voorafgaand aan toernooi

## Olympische Spelen 1920
- Resultaat: halve finale

data corresponderend met situatie voorafgaand aan toernooi

## Olympische Spelen 1924
- Resultaat: kwartfinale

data corresponderend met situatie voorafgaand aan toernooi

## Olympische Spelen 1928
- Resultaat: eerste ronde

data corresponderend met situatie voorafgaand aan toernooi

## WK-eindronde 1930
- Resultaat: eerste ronde

data corresponderend met situatie voorafgaand aan toernooi

## WK-eindronde 1934
- Resultaat: eerste ronde

data corresponderend met situatie voorafgaand aan toernooi

## WK-eindronde 1938
- Resultaat: kwartfinale

data corresponderend met situatie voorafgaand aan toernooi

## Olympische Spelen 1948
- Resultaat: kwartfinale

data corresponderend met situatie voorafgaand aan toernooi

## Olympische Spelen 1952
- Resultaat: voorronde

data corresponderend met situatie voorafgaand aan toernooi

## WK-eindronde 1954
- Resultaat: eerste ronde

data corresponderend met situatie voorafgaand aan toernooi

## WK-eindronde 1958
- Resultaat: derde plaats

data corresponderend met situatie voorafgaand aan toernooi

## EK-eindronde 1960
- Resultaat: vierde plaats

data corresponderend met situatie voorafgaand aan toernooi

## Olympische Spelen 1960
- Resultaat: eerste ronde

data corresponderend met situatie voorafgaand aan toernooi

## WK-eindronde 1966
- Resultaat: eerste ronde

data corresponderend met situatie voorafgaand aan toernooi

## Olympische Spelen 1968
- Resultaat: kwartfinale

data corresponderend met situatie voorafgaand aan toernooi

## Olympische Spelen 1976
- Resultaat: kwartfinale

data corresponderend met situatie voorafgaand aan toernooi
| №                  | Naam                   | Geboortedatum | Caps | Goals | Club                   | Duels | Goal | Kreeg geel | Kreeg voor de tweede keer geel en dus rood | Weggestuurd |
| Doel               | Doel                   | Doel          | Doel | Doel  | Doel                   | Doel  | Doel | Doel       | Doel                                       | Doel        |
| ------------------ | ---------------------- | ------------- | ---- | ----- | ---------------------- | ----- | ---- | ---------- | ------------------------------------------ | ----------- |
| 1                  | Jean-Claude Larrieu    | 23/03/1946    |      |       | AS Cannes              | 4     | 0    | 0          | 0                                          | 0           |
| 2                  | Henri Orlandini        | 09/08/1955    |      |       | Nîmes Olympique        | 0     | 0    | 0          | 0                                          | 0           |
| Verdediging        |                        |               |      |       |                        |       |      |            |                                            |             |
| 3                  | Patrick Battiston      | 12/03/1957    |      |       | FC Metz                | 3     | 0    | 0          | 0                                          | 0           |
| 4                  | Claude Chazottes       | 07/01/1949    |      |       | Paris FC               | 4     | 0    | 1          | 0                                          | 0           |
| 5                  | Francis Meynieu        | 09/01/1953    |      |       | Girondins de Bordeaux  | 2     | 0    | 0          | 0                                          | 0           |
| 6                  | Michel Pottier         | 12/01/1948    |      |       | Tours FC               | 3     | 0    | 0          | 0                                          | 0           |
| 7                  | Alexandre Stassievitch | 20/09/1950    |      |       | RC Lens                | 4     | 0    | 0          | 0                                          | 0           |
| 8                  | Henri Zambelli         | 09/03/1957    |      |       | OGC Nice               | 0     | 0    | 0          | 0                                          | 0           |
| Middenveld         |                        |               |      |       |                        |       |      |            |                                            |             |
| 9                  | Michel Cougé           | 11/06/1954    |      |       | Stade Rennais FC       | 1     | 0    | 0          | 0                                          | 0           |
| 10                 | Jean Fernandez         | 08/10/1954    |      |       | Olympique de Marseille | 4     | 0    | 0          | 0                                          | 1           |
| 11                 | Michel Platini         | 21/06/1955    |      |       | AS Nancy               | 4     | 3    | 0          | 0                                          | 0           |
| 12                 | Francisco Rubio        | 06/12/1953    |      |       | AS Nancy               | 4     | 1    | 0          | 0                                          | 1           |
| Aanval             |                        |               |      |       |                        |       |      |            |                                            |             |
| 13                 | Loïc Amisse            | 09/08/1954    |      |       | FC Nantes              | 4     | 2    | 1          | 0                                          | 0           |
| 14                 | Bruno Baronchelli      | 13/01/1957    |      |       | FC Nantes              | 2     | 1    | 0          | 0                                          | 0           |
| 15                 | Éric Pécout            | 17/02/1956    |      |       | FC Nantes              | 2     | 0    | 0          | 0                                          | 0           |
| 16                 | Olivier Rouyer         | 01/12/1955    |      |       | AS Nancy               | 3     | 0    | 1          | 0                                          | 0           |
| 17                 | Jean-Marc Schaer       | 01/01/1953    |      |       | AS Saint-Étienne       | 4     | 2    | 1          | 0                                          | 0           |
| Bondscoach         |                        |               |      |       |                        |       |      |            |                                            |             |
| Vlag van Frankrijk | Gabriel Robert         | 05/03/1920    |      |       |                        |       |      |            |                                            |             |

## WK-eindronde 1978
- Resultaat: eerste ronde

data corresponderend met situatie voorafgaand aan toernooi
| №                  | Naam                       | Geboortedatum | Caps | Goals | Club                | Duels | Goal | Kreeg geel | Kreeg voor de tweede keer geel en dus rood | Weggestuurd |
| Doel               | Doel                       | Doel          | Doel | Doel  | Doel                | Doel  | Doel | Doel       | Doel                                       | Doel        |
| ------------------ | -------------------------- | ------------- | ---- | ----- | ------------------- | ----- | ---- | ---------- | ------------------------------------------ | ----------- |
| 1                  | Dominique Baratelli        | 26/12/1947    | 18   | 0     | OGC Nice            | 1     | 0    | 0          | 0                                          | 0           |
| 21                 | Jean-Paul Bertrand-Demanes | 23/05/1952    | 9    | 0     | FC Nantes           | 2     | 0    | 0          | 0                                          | 0           |
| 22                 | Dominique Dropsy           | 09/12/1951    | 0    | 0     | RC Strasbourg       | 1     | 0    | 0          | 0                                          | 0           |
| Verdediging        |                            |               |      |       |                     |       |      |            |                                            |             |
| 2                  | Patrick Battiston          | 12/03/1957    | 5    | 0     | FC Metz             | 1     | 0    | 0          | 0                                          | 0           |
| 3                  | Maxime Bossis              | 26/06/1955    | 11   | 0     | FC Nantes           | 2     | 0    | 0          | 0                                          | 0           |
| 4                  | Gérard Janvion             | 21/08/1953    | 15   | 0     | AS Saint-Étienne    | 2     | 0    | 0          | 0                                          | 0           |
| 5                  | François Bracci            | 31/10/1951    | 15   | 0     | Olympique Marseille | 1     | 0    | 0          | 0                                          | 0           |
| 6                  | Christian López            | 04/10/1955    | 12   | 0     | AS Saint-Étienne    | 2     | 1    | 0          | 0                                          | 0           |
| 7                  | Patrice Rio                | 15/08/1948    | 15   | 0     | FC Nantes           | 1     | 0    | 0          | 0                                          | 0           |
| 8                  | Marius Trésor              | 15/01/1950    | 36   | 2     | Olympique Marseille | 3     | 0    | 0          | 0                                          | 0           |
| Middenveld         |                            |               |      |       |                     |       |      |            |                                            |             |
| 9                  | Dominique Bathenay         | 13/02/1954    | 12   | 2     | AS Saint-Étienne    | 2     | 0    | 0          | 0                                          | 0           |
| 10                 | Jean-Marc Guillou          | 20/12/1945    | 18   | 3     | OGC Nice            | 1     | 0    | 0          | 0                                          | 0           |
| 11                 | Henri Michel               | 27/10/1947    | 52   | 4     | FC Nantes           | 2     | 0    | 1          | 0                                          | 0           |
| 12                 | Claude Papi                | 16/04/1949    | 2    | 0     | SC Bastia           | 1     | 0    | 0          | 0                                          | 0           |
| 13                 | Jean Petit                 | 25/09/1949    | 3    | 0     | AS Monaco           | 1     | 0    | 0          | 0                                          | 0           |
| 15                 | Michel Platini             | 21/06/1955    | 15   | 9     | AS Saint-Étienne    | 3     | 1    | 1          | 0                                          | 0           |
| Aanval             |                            |               |      |       |                     |       |      |            |                                            |             |
| 14                 | Marc Berdoll               | 06/04/1953    | 10   | 3     | Olympique Marseille | 2     | 1    | 0          | 0                                          | 0           |
| 16                 | Christian Dalger           | 18/12/1949    | 5    | 2     | AS Monaco           | 1     | 0    | 0          | 0                                          | 0           |
| 17                 | Bernard Lacombe            | 15/08/1952    | 14   | 3     | Olympique Lyon      | 2     | 1    | 0          | 0                                          | 0           |
| 18                 | Dominique Rocheteau        | 14/01/1955    | 10   | 2     | Paris Saint-Germain | 2     | 1    | 0          | 0                                          | 0           |
| 19                 | Didier Six                 | 21/08/1955    | 15   | 3     | RC Lens             | 3     | 0    | 1          | 0                                          | 0           |
| 20                 | Olivier Rouyer             | 01/12/1955    | 9    | 2     | AS Nancy            | 2     | 0    | 0          | 0                                          | 0           |
| Bondscoach         |                            |               |      |       |                     |       |      |            |                                            |             |
| Vlag van Frankrijk | Michel Hidalgo             | 22/03/1933    |      |       |                     |       |      |            |                                            |             |

## WK-eindronde 1982
- Resultaat: vierde plaats

data corresponderend met situatie voorafgaand aan toernooi
| №                  | Naam                 | Geboortedatum | Caps | Goals | Club                | Duels | Goal | Kreeg geel | Kreeg voor de tweede keer geel en dus rood | Weggestuurd |
| Doel               | Doel                 | Doel          | Doel | Doel  | Doel                | Doel  | Doel | Doel       | Doel                                       | Doel        |
| ------------------ | -------------------- | ------------- | ---- | ----- | ------------------- | ----- | ---- | ---------- | ------------------------------------------ | ----------- |
| 1                  | Dominique Baratelli  | 26/12/1947    | 21   | 0     | Paris Saint-Germain | 0     | 0    | 0          | 0                                          | 0           |
| 21                 | Jean Castaneda       | 20/03/1957    | 7    | 0     | AS Saint-Étienne    | 1     | 0    | 0          | 0                                          | 0           |
| 22                 | Jean-Luc Ettori      | 29/07/1955    | 2    | 0     | AS Monaco           | 6     | 0    | 0          | 0                                          | 0           |
| Verdediging        |                      |               |      |       |                     |       |      |            |                                            |             |
| 2                  | Manuel Amoros        | 01/02/1962    | 4    | 0     | AS Monaco           | 5     | 0    | 2          | 0                                          | 0           |
| 3                  | Patrick Battiston    | 12/03/1957    | 19   | 2     | AS Saint-Étienne    | 3     | 0    | 0          | 0                                          | 0           |
| 4                  | Maxime Bossis        | 26/06/1955    | 37   | 0     | FC Nantes           | 6     | 1    | 0          | 0                                          | 0           |
| 5                  | Gérard Janvion       | 21/08/1953    | 32   | 0     | AS Saint-Étienne    | 6     | 0    | 0          | 0                                          | 0           |
| 6                  | Christian López      | 04/10/1955    | 35   | 1     | AS Saint-Étienne    | 4     | 0    | 0          | 0                                          | 0           |
| 7                  | Philippe Mahut       | 04/03/1956    | 4    | 0     | FC Metz             | 1     | 0    | 0          | 0                                          | 0           |
| 8                  | Marius Trésor        | 15/01/1950    | 53   | 3     | Girondins Bordeaux  | 7     | 1    | 0          | 0                                          | 0           |
| Middenveld         |                      |               |      |       |                     |       |      |            |                                            |             |
| 9                  | Bernard Genghini     | 18/01/1958    | 8    | 2     | FC Sochaux          | 5     | 2    | 1          | 0                                          | 0           |
| 10                 | Michel Platini       | 21/06/1955    | 35   | 20    | AS Saint-Étienne    | 5     | 2    | 0          | 0                                          | 0           |
| 11                 | René Girard          | 04/04/1954    | 2    | 0     | Girondins Bordeaux  | 5     | 1    | 0          | 0                                          | 0           |
| 12                 | Alain Giresse        | 02/08/1956    | 14   | 0     | Girondins Bordeaux  | 6     | 3    | 1          | 0                                          | 0           |
| 13                 | Jean-François Larios | 27/08/1956    | 15   | 5     | AS Saint-Étienne    | 2     | 0    | 0          | 0                                          | 0           |
| 14                 | Jean Tigana          | 25/06/1955    | 13   | 0     | Girondins Bordeaux  | 5     | 0    | 1          | 0                                          | 0           |
| Aanval             |                      |               |      |       |                     |       |      |            |                                            |             |
| 15                 | Bruno Bellone        | 14/03/1962    | 5    | 1     | AS Monaco           | 1     | 0    | 0          | 0                                          | 0           |
| 16                 | Alain Couriol        | 24/10/1958    | 7    | 1     | AS Monaco           | 3     | 1    | 0          | 0                                          | 0           |
| 17                 | Bernard Lacombe      | 15/08/1952    | 29   | 11    | Girondins Bordeaux  | 3     | 0    | 0          | 0                                          | 0           |
| 18                 | Dominique Rocheteau  | 14/01/1955    | 24   | 3     | Paris Saint-Germain | 4     | 2    | 0          | 0                                          | 0           |
| 19                 | Didier Six           | 21/08/1955    | 36   | 10    | VfB Stuttgart       | 7     | 2    | 0          | 0                                          | 0           |
| 20                 | Gérard Soler         | 29/03/1954    | 7    | 3     | Girondins Bordeaux  | 6     | 1    | 1          | 0                                          | 0           |
| Bondscoach         |                      |               |      |       |                     |       |      |            |                                            |             |
| Vlag van Frankrijk | Michel Hidalgo       | 22/03/1933    |      |       |                     |       |      |            |                                            |             |

## EK-eindronde 1984
- Resultaat: kampioen

data corresponderend met situatie voorafgaand aan toernooi
| №                  | Naam                    | Geboortedatum | Caps | Goals | Club                  | Duels | Goal | Kreeg geel | Kreeg voor de tweede keer geel en dus rood | Weggestuurd |
| Doel               | Doel                    | Doel          | Doel | Doel  | Doel                  | Doel  | Doel | Doel       | Doel                                       | Doel        |
| ------------------ | ----------------------- | ------------- | ---- | ----- | --------------------- | ----- | ---- | ---------- | ------------------------------------------ | ----------- |
| 1                  | Joël Bats               | 04/01/1957    | 7    | 0     | AJ Auxerre            | 5     | 0    | 0          | 0                                          | 0           |
| 19                 | Philippe Bergeroo       | 13/01/1954    | 3    | 0     | Toulouse FC           | 0     | 0    | 0          | 0                                          | 0           |
| 20                 | Albert Rust             | 10/10/1953    | 0    | 0     | FC Sochaux            | 0     | 0    | 0          | 0                                          | 0           |
| Verdediging        |                         |               |      |       |                       |       |      |            |                                            |             |
| 2                  | Manuel Amoros           | 01/02/1962    | 21   | 0     | AS Monaco             | 2     | 0    | 0          | 0                                          | 1           |
| 3                  | Jean-François Domergue  | 23/06/1957    | 1    | 0     | Toulouse FC           | 5     | 2    | 0          | 0                                          | 0           |
| 4                  | Maxime Bossis           | 26/06/1955    | 55   | 1     | FC Nantes             | 5     | 0    | 0          | 0                                          | 0           |
| 5                  | Patrick Battiston       | 12/03/1957    | 31   | 2     | Girondins de Bordeaux | 5     | 0    | 0          | 0                                          | 0           |
| 15                 | Yvon Le Roux            | 19/04/1960    | 9    | 1     | AS Monaco             | 3     | 0    | 0          | 1                                          | 0           |
| 18                 | Thierry Tusseau         | 19/01/1958    | 10   | 0     | Girondins de Bordeaux | 2     | 0    | 0          | 0                                          | 0           |
| Middenveld         |                         |               |      |       |                       |       |      |            |                                            |             |
| 6                  | Luis Fernández          | 02/01/1959    | 12   | 1     | Paris Saint-Germain   | 5     | 1    | 1          | 0                                          | 0           |
| 7                  | Jean-Marc Ferreri       | 26/12/1962    | 9    | 1     | AJ Auxerre            | 2     | 0    | 0          | 0                                          | 0           |
| 9                  | Bernard Genghini        | 18/01/1958    | 22   | 5     | AS Monaco             | 2     | 0    | 0          | 0                                          | 0           |
| 10                 | Michel Platini ( 15px') | 21/06/1955    | 48   | 26    | Juventus FC           | 5     | 9    | 0          | 0                                          | 0           |
| 12                 | Alain Giresse           | 02/08/1952    | 28   | 4     | Girondins de Bordeaux | 5     | 1    | 0          | 0                                          | 0           |
| 14                 | Jean Tigana             | 23/06/1955    | 28   | 0     | Girondins de Bordeaux | 5     | 0    | 1          | 0                                          | 0           |
| Aanval             |                         |               |      |       |                       |       |      |            |                                            |             |
| 8                  | Daniel Bravo            | 09/02/1963    | 8    | 1     | AS Monaco             | 1     | 0    | 0          | 0                                          | 0           |
| 11                 | Bruno Bellone           | 14/03/1962    | 13   | 1     | AS Monaco             | 3     | 1    | 0          | 0                                          | 0           |
| 13                 | Didier Six              | 21/08/1955    | 49   | 13    | FC Mulhouse           | 3     | 0    | 0          | 0                                          | 0           |
| 16                 | Dominique Rocheteau     | 14/01/1955    | 37   | 10    | Paris Saint-Germain   | 2     | 0    | 0          | 0                                          | 0           |
| 17                 | Bernard Lacombe         | 15/08/1952    | 34   | 12    | Girondins de Bordeaux | 4     | 0    | 1          | 0                                          | 0           |
| Bondscoach         |                         |               |      |       |                       |       |      |            |                                            |             |
| Vlag van Frankrijk | Michel Hidalgo          | 22/03/1933    |      |       |                       |       |      |            |                                            |             |

## Olympische Spelen 1984
- Resultaat: gouden medaille

data corresponderend met situatie voorafgaand aan toernooi
| №                  | Naam                      | Geboortedatum | Caps | Goals | Club                     | Duels | Goal | Kreeg geel | Kreeg voor de tweede keer geel en dus rood | Weggestuurd |
| Doel               | Doel                      | Doel          | Doel | Doel  | Doel                     | Doel  | Doel | Doel       | Doel                                       | Doel        |
| ------------------ | ------------------------- | ------------- | ---- | ----- | ------------------------ | ----- | ---- | ---------- | ------------------------------------------ | ----------- |
| 1                  | Albert Rust               | 10/10/1953    |      | ?     | FC Sochaux-Montbéliard   | 5     | 0    | 0          | 0                                          | 0           |
| 17                 | Michel Bensoussan         | 05/01/1954    |      | ?     | FC Rouen                 | 0     | 0    | 0          | 0                                          | 0           |
| Verdediging        |                           |               |      |       |                          |       |      |            |                                            |             |
| 2                  | William Ayache            | 10/01/1961    |      | ?     | FC Nantes                | 5     | 0    | 1          | 0                                          | 0           |
| 3                  | Michel Bibard             | 30/11/1958    |      | ?     | FC Nantes                | 3     | 0    | 0          | 0                                          | 0           |
| 8                  | Philippe Jeannol          | 06/08/1958    |      | ?     | AS Nancy                 | 4     | 1    | 0          | 0                                          | 0           |
| 12                 | Didier Sénac              | 02/10/1958    |      | ?     | RC Lens                  | 4     | 0    | 0          | 0                                          | 0           |
| 13                 | Jean-Christophe Thouvenel | 01/101958     |      | ?     | FC Girondins de Bordeaux | 4     | 0    | 0          | 0                                          | 0           |
| Middenveld         |                           |               |      |       |                          |       |      |            |                                            |             |
| 4                  | Dominique Bijotat         | 03/01/1961    |      | ?     | AS Monaco FC             | 5     | 1    | 1          | 0                                          | 0           |
| 9                  | Guy Lacombe               | 12/06/1955    |      | ?     | Toulouse FC              | 5     | 1    | 0          | 0                                          | 0           |
| 10                 | Jean-Claude Lemoult       | 06/08/1960    |      | ?     | Paris SG                 | 4     | 1    | 0          | 0                                          | 0           |
| 11                 | Jean-Philippe Rohr        | 23/12/1961    |      | ?     | FC Metz                  | 4     | 0    | 1          | 0                                          | 0           |
| 14                 | José Touré                | 24/04/1961    |      | ?     | FC Nantes                | 3     | 0    | 1          | 0                                          | 0           |
| 16                 | Jean-Louis Zanon          | 23/12/1961    |      | ?     | AS Saint-Étienne         | 3     | 0    | 0          | 0                                          | 0           |
| Aanval             |                           |               |      |       |                          |       |      |            |                                            |             |
| 5                  | François Brisson          | 09/04/1958    |      | ?     | RC Lens                  | 4     | 0    | 0          | 0                                          | 0           |
| 6                  | Patrick Cubaynes          | 06/05/1960    |      | ?     | Nîmes Olympique          | 4     | 0    | 0          | 0                                          | 0           |
| 7                  | Patrice Garande           | 27/11/1960    |      | ?     | AJ Auxerre               | 3     | 1    | 0          | 0                                          | 0           |
| 15                 | Daniel Xuereb             | 22/05/1959    |      | ?     | RC Lens                  | 5     | 5    | 0          | 0                                          | 0           |
| Bondscoach         |                           |               |      |       |                          |       |      |            |                                            |             |
| Vlag van Frankrijk | Henri Michel              | 29/10/1947    |      |       |                          |       |      |            |                                            |             |

## WK-eindronde 1986
- Resultaat: derde plaats

data corresponderend met situatie voorafgaand aan toernooi
| №                  | Naam                    | Geboortedatum | Caps | Goals | Club                  | Duels | Goal | Kreeg geel | Kreeg voor de tweede keer geel en dus rood | Weggestuurd |
| Doel               | Doel                    | Doel          | Doel | Doel  | Doel                  | Doel  | Doel | Doel       | Doel                                       | Doel        |
| ------------------ | ----------------------- | ------------- | ---- | ----- | --------------------- | ----- | ---- | ---------- | ------------------------------------------ | ----------- |
| 1                  | Joël Bats               | 04/01/1957    | 23   | 0     | Paris Saint-Germain   | 6     | 0    | 0          | 0                                          | 0           |
| 21                 | Philippe Bergeroo       | 13/01/1954    | 3    | 0     | Toulouse FC           | 0     | 0    | 0          | 0                                          | 0           |
| 22                 | Albert Rust             | 10/10/1953    | 0    | 0     | FC Sochaux            | 1     | 0    | 0          | 0                                          | 0           |
| Verdediging        |                         |               |      |       |                       |       |      |            |                                            |             |
| 2                  | Manuel Amoros           | 01/02/1962    | 32   | 0     | AS Monaco             | 7     | 1    | 1          | 0                                          | 0           |
| 3                  | William Ayache          | 10/01/1961    | 9    | 0     | Paris Saint-Germain   | 4     | 0    | 2          | 0                                          | 0           |
| 4                  | Patrick Battiston       | 12/03/1957    | 42   | 3     | Girondins Bordeaux    | 7     | 0    | 0          | 0                                          | 0           |
| 5                  | Michel Bibard           | 30/11/1958    | 5    | 0     | Paris Saint-Germain   | 1     | 0    | 0          | 0                                          | 0           |
| 6                  | Maxime Bossis           | 26/06/1955    | 69   | 1     | Racing Club de France | 7     | 0    | 0          | 0                                          | 0           |
| 7                  | Yvon Le Roux            | 19/04/1960    | 18   | 1     | FC Nantes             | 1     | 0    | 0          | 0                                          | 0           |
| 8                  | Thierry Tusseau         | 19/01/1958    | 18   | 0     | Racing Club de France | 4     | 0    | 0          | 0                                          | 0           |
| Middenveld         |                         |               |      |       |                       |       |      |            |                                            |             |
| 9                  | Luis Fernández          | 02/01/1959    | 28   | 3     | Racing Club de France | 6     | 1    | 1          | 0                                          | 0           |
| 10                 | Michel Platini ( 15px') | 21/06/1955    | 63   | 39    | Juventus FC           | 6     | 2    | 0          | 0                                          | 0           |
| 11                 | Jean-Marc Ferreri       | 26/12/1962    | 14   | 2     | Girondins Bordeaux    | 4     | 1    | 0          | 0                                          | 0           |
| 12                 | Alain Giresse           | 02/08/1952    | 41   | 6     | Olympique Marseille   | 6     | 0    | 0          | 0                                          | 0           |
| 13                 | Bernard Genghini        | 18/01/1958    | 25   | 5     | Servette FC           | 1     | 1    | 0          | 0                                          | 0           |
| 14                 | Jean Tigana             | 23/06/1955    | 40   | 0     | Girondins Bordeaux    | 7     | 1    | 0          | 0                                          | 0           |
| 15                 | Philippe Vercruysse     | 28/01/1962    | 2    | 1     | Girondins Bordeaux    | 3     | 0    | 0          | 0                                          | 0           |
| Aanval             |                         |               |      |       |                       |       |      |            |                                            |             |
| 16                 | Bruno Bellone           | 14/03/1962    | 24   | 2     | AS Monaco             | 4     | 0    | 0          | 0                                          | 0           |
| 17                 | Jean-Pierre Papin       | 05/11/1963    | 1    | 0     | Olympique Marseille   | 4     | 2    | 0          | 0                                          | 0           |
| 18                 | Dominique Rocheteau     | 14/01/1955    | 45   | 14    | Paris Saint-Germain   | 4     | 1    | 1          | 0                                          | 0           |
| 19                 | Yannick Stopyra         | 09/01/1961    | 16   | 6     | Toulouse FC           | 6     | 2    | 0          | 0                                          | 0           |
| 20                 | Daniel Xuereb           | 22/05/1959    | 3    | 0     | Paris Saint-Germain   | 1     | 0    | 0          | 0                                          | 0           |
| Bondscoach         |                         |               |      |       |                       |       |      |            |                                            |             |
| Vlag van Frankrijk | Henri Michel            | 29/10/1947    |      |       |                       |       |      |            |                                            |             |

## EK-eindronde 1992
- Resultaat: eerste ronde

data corresponderend met situatie voorafgaand aan toernooi
| №                  | Naam                 | Geboortedatum | Caps | Goals | Club                   | Duels | Goal | Kreeg geel | Kreeg voor de tweede keer geel en dus rood | Weggestuurd |
| Doel               | Doel                 | Doel          | Doel | Doel  | Doel                   | Doel  | Doel | Doel       | Doel                                       | Doel        |
| ------------------ | -------------------- | ------------- | ---- | ----- | ---------------------- | ----- | ---- | ---------- | ------------------------------------------ | ----------- |
| 1                  | Bruno Martini        | 25/01/1962    | 22   | 0     | AJ Auxerre             | 3     | 0    | 0          | 0                                          | 0           |
| 19                 | Gilles Rousset       | 22/08/1963    | 2    | 0     | Olympique Lyonnais     | 0     | 0    | 0          | 0                                          | 0           |
| Verdediging        |                      |               |      |       |                        |       |      |            |                                            |             |
| 2                  | Manuel Amoros        | 01/02/1962    | 79   | 1     | Olympique de Marseille | 3     | 0    | 0          | 0                                          | 0           |
| 3                  | Franck Silvestre     | 05/04/1967    | 11   | 0     | Sochaux                | 0     | 0    | 0          | 0                                          | 0           |
| 5                  | Laurent Blanc        | 19/11/1965    | 22   | 4     | Napoli                 | 3     | 0    | 0          | 0                                          | 0           |
| 13                 | Basile Boli          | 02/01/1967    | 35   | 1     | Olympique de Marseille | 3     | 0    | 1          | 0                                          | 0           |
| 20                 | Jocelyn Angloma      | 07/08/1965    | 10   | 0     | Olympique de Marseille | 2     | 0    | 1          | 0                                          | 0           |
| Middenveld         |                      |               |      |       |                        |       |      |            |                                            |             |
| 4                  | Emmanuel Petit       | 22/09/1970    | 4    | 0     | AS Monaco FC           | 0     | 0    | 0          | 0                                          | 0           |
| 6                  | Bernard Casoni       | 04/09/1961    | 24   | 0     | Olympique de Marseille | 3     | 0    | 1          | 0                                          | 0           |
| 7                  | Didier Deschamps     | 15/10/1968    | 21   | 3     | Olympique de Marseille | 3     | 0    | 1          | 0                                          | 0           |
| 8                  | Franck Sauzée        | 28/10/1965    | 25   | 6     | Olympique de Marseille | 2     | 0    | 0          | 0                                          | 0           |
| 10                 | Luis Fernández       | 02/01/1959    | 57   | 6     | Cannes                 | 3     | 0    | 1          | 0                                          | 0           |
| 11                 | Christian Perez      | 13/05/1963    | 19   | 2     | Paris Saint-Germain    | 3     | 0    | 1          | 0                                          | 0           |
| 14                 | Jean-Philippe Durand | 11/11/1960    | 20   | 1     | Olympique de Marseille | 2     | 0    | 0          | 0                                          | 0           |
| 17                 | Rémi Garde           | 03/04/1966    | 6    | 0     | Olympique Lyonnais     | 0     | 0    | 0          | 0                                          | 0           |
| Aanval             |                      |               |      |       |                        |       |      |            |                                            |             |
| 9                  | Jean-Pierre Papin    | 05/11/1963    | 35   | 20    | Olympique de Marseille | 3     | 2    | 0          | 0                                          | 0           |
| 12                 | Christophe Cocard    | 23/11/1967    | 4    | 0     | AJ Auxerre             | 1     | 0    | 0          | 0                                          | 0           |
| 15                 | Fabrice Divert       | 02/09/1967    | 3    | 1     | Montpellier            | 0     | 0    | 0          | 0                                          | 0           |
| 16                 | Pascal Vahirua       | 09/03/1966    | 13   | 1     | AJ Auxerre             | 2     | 0    | 0          | 0                                          | 0           |
| 18                 | Éric Cantona         | 24/05/1966    | 24   | 12    | Leeds United           | 3     | 0    | 1          | 0                                          | 0           |
| Bondscoach         |                      |               |      |       |                        |       |      |            |                                            |             |
| Vlag van Frankrijk | Michel Platini       | 21/06/1955    |      |       |                        |       |      |            |                                            |             |

## EK-eindronde 1996
- Resultaat: halve finale

data corresponderend met situatie voorafgaand aan toernooi
| №                  | Naam               | Geboortedatum | Caps | Goals | Club                | Duels | Goal | Kreeg geel | Kreeg voor de tweede keer geel en dus rood | Weggestuurd |
| Doel               | Doel               | Doel          | Doel | Doel  | Doel                | Doel  | Doel | Doel       | Doel                                       | Doel        |
| ------------------ | ------------------ | ------------- | ---- | ----- | ------------------- | ----- | ---- | ---------- | ------------------------------------------ | ----------- |
| 1                  | Bernard Lama       | 07/04/1963    | 28   | 0     | Paris Saint-Germain | 5     | 0    | 0          | 0                                          | 0           |
| 16                 | Fabien Barthez     | 28/06/1971    | 2    | 0     | AS Monaco           | 0     | 0    | 0          | 0                                          | 0           |
| 22                 | Bruno Martini      | 25/01/1962    | 31   | 0     | Montpellier HSC     | 0     | 0    | 0          | 0                                          | 0           |
| Verdediging        |                    |               |      |       |                     |       |      |            |                                            |             |
| 2                  | Jocelyn Angloma    | 07/08/1965    | 35   | 1     | Torino              | 2     | 0    | 0          | 0                                          | 0           |
| 3                  | Éric Di Meco       | 07/09/1963    | 22   | 0     | AS Monaco           | 1     | 0    | 1          | 0                                          | 0           |
| 4                  | Frank Lebœuf       | 22/01/1968    | 8    | 2     | RC Strasbourg       | 0     | 0    | 0          | 0                                          | 0           |
| 5                  | Laurent Blanc      | 19/11/1965    | 49   | 9     | AJ Auxerre          | 5     | 1    | 1          | 0                                          | 0           |
| 8                  | Marcel Desailly    | 17/09/1968    | 23   | 1     | AC Milan            | 5     | 0    | 1          | 0                                          | 0           |
| 12                 | Bixente Lizarazu   | 09/12/1969    | 20   | 1     | Girondins Bordeaux  | 5     | 0    | 1          | 0                                          | 0           |
| 15                 | Lilian Thuram      | 01/12/1972    | 11   | 0     | AS Monaco           | 5     | 0    | 1          | 0                                          | 0           |
| 20                 | Alain Roche        | 14/10/1967    | 22   | 1     | Paris Saint-Germain | 3     | 0    | 1          | 0                                          | 0           |
| Middenveld         |                    |               |      |       |                     |       |      |            |                                            |             |
| 6                  | Vincent Guérin     | 22/11/1965    | 13   | 2     | Paris Saint-Germain | 5     | 0    | 0          | 0                                          | 0           |
| 7                  | Didier Deschamps   | 15/10/1968    | 50   | 3     | Juventus            | 4     | 0    | 1          | 0                                          | 0           |
| 10                 | Zinédine Zidane    | 23/06/1972    | 12   | 5     | Girondins Bordeaux  | 5     | 0    | 0          | 0                                          | 0           |
| 14                 | Sabri Lamouchi     | 09/11/1971    | 6    | 1     | AJ Auxerre          | 1     | 0    | 0          | 0                                          | 0           |
| 18                 | Reynald Pedros     | 10/10/1971    | 19   | 3     | FC Nantes           | 3     | 0    | 0          | 0                                          | 0           |
| 19                 | Christian Karembeu | 03/12/1970    | 17   | 1     | Sampdoria           | 4     | 0    | 2          | 0                                          | 0           |
| 21                 | Corentin Martins   | 11/07/1969    | 13   | 1     | AJ Auxerre          | 0     | 0    | 0          | 0                                          | 0           |
| Aanval             |                    |               |      |       |                     |       |      |            |                                            |             |
| 9                  | Youri Djorkaeff    | 09/03/1968    | 17   | 10    | Paris Saint-Germain | 5     | 1    | 1          | 0                                          | 0           |
| 11                 | Patrice Loko       | 06/02/1970    | 14   | 5     | Paris Saint-Germain | 5     | 1    | 0          | 0                                          | 0           |
| 13                 | Christophe Dugarry | 24/03/1972    | 11   | 1     | Girondins Bordeaux  | 4     | 1    | 1          | 0                                          | 0           |
| 17                 | Michael Madar      | 08/05/1968    | 3    | 1     | AS Monaco           | 0     | 0    | 0          | 0                                          | 0           |
| Bondscoach         |                    |               |      |       |                     |       |      |            |                                            |             |
| Vlag van Frankrijk | Aimé Jacquet       | 27/11/1941    |      |       |                     |       |      |            |                                            |             |

## Olympische Spelen 1996
- Resultaat: kwartfinale

data corresponderend met situatie voorafgaand aan toernooi
| №                  | Naam              | Geboortedatum | Caps | Goals | Club                | Duels | Goal | Kreeg geel | Kreeg voor de tweede keer geel en dus rood | Weggestuurd |
| Doel               | Doel              | Doel          | Doel | Doel  | Doel                | Doel  | Doel | Doel       | Doel                                       | Doel        |
| ------------------ | ----------------- | ------------- | ---- | ----- | ------------------- | ----- | ---- | ---------- | ------------------------------------------ | ----------- |
| 1                  | Lionel Letizi     | 28/05/1973    |      |       | Nice                | 4     | 0    | 1          | 0                                          | 0           |
| 16                 | Vincent Fernandez | 31/01/1975    |      |       | LB Châteauroux      | 0     | 0    | 0          | 0                                          | 0           |
| Verdediging        |                   |               |      |       |                     |       |      |            |                                            |             |
| 2                  | Martin Djetou     | 15/12/1974    |      |       | RC Strasbourg       | 4     | 0    | 1          | 0                                          | 0           |
| 3                  | Jérôme Bonnissel  | 04/01/1973    |      |       | Montpellier         | 3     | 0    | 0          | 1                                          | 0           |
| 4                  | Florent Laville   | 07/08/1973    |      |       | Olympique Lyon      | 1     | 0    | 0          | 0                                          | 0           |
| 5                  | Patrick Moreau    | 03/11/1973    |      |       | SC Bastia           | 4     | 0    | 0          | 0                                          | 0           |
| 12                 | Geoffray Toyes    | 18/05/1973    |      |       | Girondins Bordeaux  | 1     | 0    | 0          | 0                                          | 0           |
| 13                 | Vincent Candela   | 24/10/1973    |      |       | Guingamp            | 3     | 0    | 0          | 0                                          | 0           |
| 20                 | Oumar Dieng       | 30/12/1972    |      |       | Paris Saint-Germain | 3     | 0    | 1          | 0                                          | 0           |
| Middenveld         |                   |               |      |       |                     |       |      |            |                                            |             |
| 7                  | Claude Makélélé   | 18/02/1973    |      |       | Nantes              | 3     | 0    | 1          | 0                                          | 0           |
| 8                  | Vikash Dhorasoo   | 10/10/1973    |      |       | Le Havre            | 4     | 0    | 1          | 0                                          | 0           |
| 10                 | Antoine Sibierski | 05/08/1974    |      |       | Lille               | 3     | 1    | 0          | 0                                          | 0           |
| 11                 | Robert Pirès      | 29/10/1973    |      |       | FC Metz             | 4     | 1    | 1          | 0                                          | 0           |
| 14                 | Olivier Dacourt   | 25/09/1974    |      |       | RC Strasbourg       | 3     | 0    | 0          | 0                                          | 0           |
| 18                 | Sylvain Legwinski | 10/06/1973    |      |       | AS Monaco           | 4     | 1    | 1          | 0                                          | 0           |
| Aanval             |                   |               |      |       |                     |       |      |            |                                            |             |
| 9                  | Florian Maurice   | 20/05/1974    |      |       | Olympique Lyon      | 3     | 3    | 1          | 0                                          | 0           |
| 15                 | Tony Vairelles    | 10/04/1973    |      |       | RC Lens             | 3     | 0    | 2          | 0                                          | 0           |
| 17                 | Sylvain Wiltord   | 10/05/1974    |      |       | Stade Rennes        | 4     | 0    | 1          | 0                                          | 0           |
| Bondscoach         |                   |               |      |       |                     |       |      |            |                                            |             |
| Vlag van Frankrijk | Raymond Domenech  | 24/01/1952    |      |       |                     |       |      |            |                                            |             |

## WK-eindronde 1998
- Resultaat: kampioen

data corresponderend met situatie voorafgaand aan toernooi
| №                  | Naam               | Geboortedatum | Caps | Goals | Club                | Duels | Goal | Kreeg geel | Kreeg voor de tweede keer geel en dus rood | Weggestuurd |
| Doel               | Doel               | Doel          | Doel | Doel  | Doel                | Doel  | Doel | Doel       | Doel                                       | Doel        |
| ------------------ | ------------------ | ------------- | ---- | ----- | ------------------- | ----- | ---- | ---------- | ------------------------------------------ | ----------- |
| 1                  | Bernard Lama       | 07/04/1963    | 37   | 0     | West Ham United     | 0     | 0    | 0          | 0                                          | 0           |
| 16                 | Fabien Barthez     | 28/06/1971    | 12   | 0     | AS Monaco           | 7     | 0    | 0          | 0                                          | 0           |
| 22                 | Lionel Charbonnier | 25/10/1966    | 1    | 0     | AJ Auxerre          | 0     | 0    | 0          | 0                                          | 0           |
| Verdediging        |                    |               |      |       |                     |       |      |            |                                            |             |
| 2                  | Vincent Candela    | 24/10/1973    | 10   | 0     | AS Roma             | 1     | 0    | 0          | 0                                          | 0           |
| 3                  | Bixente Lizarazu   | 09/12/1969    | 32   | 1     | Bayern München      | 5     | 1    | 1          | 0                                          | 0           |
| 5                  | Laurent Blanc      | 19/11/1965    | 68   | 13    | Olympique Marseille | 5     | 1    | 1          | 0                                          | 1           |
| 8                  | Marcel Desailly    | 17/09/1968    | 41   | 2     | AC Milan            | 7     | 0    | 0          | 1                                          | 0           |
| 15                 | Lilian Thuram      | 01/12/1972    | 32   | 0     | AC Parma            | 6     | 2    | 0          | 0                                          | 0           |
| 18                 | Frank Lebœuf       | 22/01/1968    | 13   | 2     | Chelsea             | 3     | 0    | 0          | 0                                          | 0           |
| Middenveld         |                    |               |      |       |                     |       |      |            |                                            |             |
| 4                  | Patrick Vieira     | 23/06/1976    | 7    | 0     | Arsenal             | 2     | 0    | 1          | 0                                          | 0           |
| 7                  | Didier Deschamps   | 15/10/1968    | 69   | 4     | Juventus            | 6     | 0    | 3          | 0                                          | 0           |
| 10                 | Zinédine Zidane    | 23/06/1972    | 33   | 9     | Juventus            | 5     | 2    | 1          | 0                                          | 1           |
| 11                 | Robert Pirès       | 29/10/1973    | 13   | 2     | FC Metz             | 3     | 0    | 0          | 0                                          | 0           |
| 14                 | Alain Boghossian   | 27/10/1970    | 6    | 0     | Sampdoria           | 5     | 0    | 0          | 0                                          | 0           |
| 17                 | Emmanuel Petit     | 22/09/1970    | 19   | 0     | Arsenal             | 6     | 2    | 1          | 0                                          | 0           |
| 19                 | Christian Karembeu | 03/12/1970    | 31   | 1     | Real Madrid         | 4     | 0    | 1          | 0                                          | 0           |
| Aanval             |                    |               |      |       |                     |       |      |            |                                            |             |
| 6                  | Youri Djorkaeff    | 09/03/1968    | 37   | 17    | Inter Milaan        | 7     | 1    | 0          | 0                                          | 0           |
| 9                  | Stéphane Guivarc'h | 06/09/1970    | 6    | 1     | AJ Auxerre          | 6     | 0    | 1          | 0                                          | 0           |
| 12                 | Thierry Henry      | 17/08/1977    | 3    | 0     | AS Monaco           | 6     | 3    | 0          | 0                                          | 0           |
| 13                 | Bernard Diomède    | 23/01/1974    | 4    | 0     | AJ Auxerre          | 3     | 0    | 1          | 0                                          | 0           |
| 20                 | David Trezeguet    | 15/10/1977    | 4    | 0     | AS Monaco           | 6     | 1    | 0          | 0                                          | 0           |
| 21                 | Christophe Dugarry | 24/03/1972    | 23   | 2     | Olympique Marseille | 3     | 1    | 0          | 0                                          | 0           |
| Bondscoach         |                    |               |      |       |                     |       |      |            |                                            |             |
| Vlag van Frankrijk | Aimé Jacquet       | 27/11/1941    |      |       |                     |       |      |            |                                            |             |

## EK-eindronde 2000
- Resultaat: kampioen

data corresponderend met situatie voorafgaand aan toernooi
| №                  | Naam               | Geboortedatum | Caps | Goals | Club                  | Duels | Goal | Kreeg geel | Kreeg voor de tweede keer geel en dus rood | Weggestuurd |
| Doel               | Doel               | Doel          | Doel | Doel  | Doel                  | Doel  | Doel | Doel       | Doel                                       | Doel        |
| ------------------ | ------------------ | ------------- | ---- | ----- | --------------------- | ----- | ---- | ---------- | ------------------------------------------ | ----------- |
| 1                  | Bernard Lama       | 07/04/1963    | 42   | 0     | Paris Saint-Germain   | 1     | 0    | 0          | 0                                          | 0           |
| 16                 | Fabien Barthez     | 28/06/1971    | 33   | 0     | AS Monaco             | 5     | 0    | 0          | 0                                          | 0           |
| 22                 | Ulrich Ramé        | 19/09/1972    | 2    | 0     | Girondins de Bordeaux | 0     | 0    | 0          | 0                                          | 0           |
| Verdediging        |                    |               |      |       |                       |       |      |            |                                            |             |
| 2                  | Vincent Candela    | 24/10/1973    | 21   | 1     | AS Roma               | 2     | 0    | 0          | 0                                          | 0           |
| 3                  | Bixente Lizarazu   | 09/12/1969    | 54   | 2     | Bayern München        | 4     | 0    | 0          | 0                                          | 0           |
| 5                  | Laurent Blanc      | 19/11/1965    | 90   | 15    | Inter Milaan          | 5     | 1    | 0          | 0                                          | 0           |
| 8                  | Marcel Desailly    | 17/09/1968    | 66   | 2     | Chelsea               | 6     | 0    | 2          | 0                                          | 0           |
| 15                 | Lilian Thuram      | 01/12/1972    | 57   | 2     | AC Parma              | 5     | 0    | 2          | 0                                          | 0           |
| 18                 | Frank Lebœuf       | 22/01/1968    | 28   | 3     | Chelsea               | 1     | 0    | 0          | 0                                          | 0           |
| Middenveld         |                    |               |      |       |                       |       |      |            |                                            |             |
| 4                  | Patrick Vieira     | 23/06/1976    | 24   | 0     | Arsenal               | 6     | 0    | 2          | 0                                          | 0           |
| 7                  | Didier Deschamps   | 15/10/1968    | 95   | 4     | Chelsea               | 6     | 0    | 1          | 0                                          | 0           |
| 10                 | Zinédine Zidane    | 23/06/1972    | 54   | 14    | Juventus              | 5     | 2    | 0          | 0                                          | 0           |
| 11                 | Robert Pirès       | 29/10/1973    | 35   | 5     | Olympique Marseille   | 3     | 0    | 0          | 0                                          | 0           |
| 14                 | Johan Micoud       | 24/07/1973    | 6    | 0     | Girondins de Bordeaux | 1     | 0    | 0          | 0                                          | 0           |
| 17                 | Emmanuel Petit     | 22/09/1970    | 38   | 3     | Arsenal               | 3     | 0    | 0          | 0                                          | 0           |
| 19                 | Christian Karembeu | 03/12/1970    | 43   | 1     | Real Madrid           | 1     | 0    | 0          | 0                                          | 0           |
| Aanval             |                    |               |      |       |                       |       |      |            |                                            |             |
| 6                  | Youri Djorkaeff    | 09/03/1968    | 62   | 24    | 1. FC Kaiserslautern  | 5     | 2    | 0          | 0                                          | 0           |
| 9                  | Nicolas Anelka     | 14/03/1979    | 12   | 4     | Real Madrid           | 5     | 0    | 0          | 0                                          | 0           |
| 12                 | Thierry Henry      | 17/08/1977    | 16   | 5     | Arsenal               | 5     | 3    | 0          | 0                                          | 0           |
| 13                 | Sylvain Wiltord    | 10/05/1974    | 14   | 4     | Girondins de Bordeaux | 5     | 2    | 0          | 0                                          | 0           |
| 20                 | David Trezeguet    | 15/10/1977    | 18   | 6     | AS Monaco             | 3     | 2    | 0          | 0                                          | 0           |
| 21                 | Christophe Dugarry | 24/03/1972    | 39   | 6     | Girondins de Bordeaux | 4     | 1    | 1          | 0                                          | 0           |
| Bondscoach         |                    |               |      |       |                       |       |      |            |                                            |             |
| Vlag van Frankrijk | Roger Lemerre      | 18/06/1941    |      |       |                       |       |      |            |                                            |             |

## FIFA Confederations Cup 2001
- Resultaat: kampioen

data corresponderend met situatie voorafgaand aan toernooi
| №                  | Naam               | Geboortedatum | Caps | Goals | Club                  | Duels | Goal | Kreeg geel | Kreeg voor de tweede keer geel en dus rood | Weggestuurd |
| Doel               | Doel               | Doel          | Doel | Doel  | Doel                  | Doel  | Doel | Doel       | Doel                                       | Doel        |
| ------------------ | ------------------ | ------------- | ---- | ----- | --------------------- | ----- | ---- | ---------- | ------------------------------------------ | ----------- |
| 1                  | Ulrich Ramé        | 19/09/1972    | 5    | 0     | Girondins de Bordeaux | 3     | 0    | 0          | 0                                          | 0           |
| 12                 | Grégory Coupet     | 31/12/1972    | 0    | 0     | Olympique Lyon        | 1     | 0    | 0          | 0                                          | 0           |
| 23                 | Mickaël Landreau   | 14/05/1979    | 0    | 0     | FC Nantes             | 1     | 0    | 0          | 0                                          | 0           |
| Verdediging        |                    |               |      |       |                       |       |      |            |                                            |             |
| 2                  | Willy Sagnol       | 18/03/1977    |      |       | Bayern München        | 3     | 0    | 1          | 0                                          | 0           |
| 3                  | Bixente Lizarazu   | 09/12/1969    |      |       | Bayern München        | 4     | 0    | 1          | 0                                          | 0           |
| 5                  | Nicolás Gillet     | 08/11/1976    |      |       | FC Nantes             | 1     | 0    | 0          | 0                                          | 0           |
| 8                  | Marcel Desailly    | 17/09/1968    | 81   | 2     | Chelsea               | 4     | 1    | 0          | 0                                          | 0           |
| 13                 | Mickaël Silvestre  | 09/08/1977    |      |       | Manchester United     | 2     | 0    | 0          | 0                                          | 0           |
| 18                 | Frank Lebœuf       | 22/01/1968    |      |       | Chelsea               | 3     | 0    | 0          | 1                                          | 0           |
| 19                 | Christian Karembeu | 03/12/1970    | 47   | 1     | Middlesbrough         | 3     | 0    | 1          | 0                                          | 0           |
| 20                 | Zoumana Camara     | 03/04/1979    |      |       | Olympique Marseille   | 1     | 0    | 0          | 0                                          | 0           |
| Middenveld         |                    |               |      |       |                       |       |      |            |                                            |             |
| 4                  | Patrick Vieira     | 23/06/1976    |      |       | Arsenal               | 5     | 2    | 0          | 0                                          | 0           |
| 6                  | Youri Djorkaeff    | 09/03/1968    |      |       | 1. FC Kaiserslautern  | 5     | 1    | 1          | 0                                          | 0           |
| 7                  | Robert Pirès       | 29/10/1973    |      |       | Arsenal               | 5     | 2    | 1          | 0                                          | 0           |
| 10                 | Éric Carrière      | 24/05/1973    |      |       | FC Nantes             | 4     | 2    | 1          | 0                                          | 0           |
| 15                 | Jérémie Bréchet    | 14/08/1979    |      |       | Olympique Lyon        | 1     | 0    | 0          | 0                                          | 0           |
| 16                 | Olivier Dacourt    | 27/09/1974    |      |       | Leeds United          | 3     | 0    | 0          | 0                                          | 0           |
| Aanval             |                    |               |      |       |                       |       |      |            |                                            |             |
| 9                  | Nicolas Anelka     | 14/03/1979    |      |       | Paris Saint-Germain   | 5     | 1    | 0          | 0                                          | 0           |
| 11                 | Sylvain Wiltord    | 10/05/1974    |      |       | Arsenal               | 5     | 2    | 0          | 0                                          | 0           |
| 14                 | Frédéric Née       | 18/04/1975    |      |       | SC Bastia             | 1     | 0    | 0          | 0                                          | 0           |
| 17                 | Steve Marlet       | 10/01/1974    |      |       | Olympique Lyon        | 3     | 1    | 0          | 0                                          | 0           |
| 21                 | Christophe Dugarry | 24/03/1972    |      |       | Girondins de Bordeaux | 1     | 0    | 0          | 0                                          | 0           |
| 22                 | Laurent Robert     | 21/05/1975    |      |       | Paris Saint-Germain   | 4     | 0    | 0          | 0                                          | 0           |
| Bondscoach         |                    |               |      |       |                       |       |      |            |                                            |             |
| Vlag van Frankrijk | Roger Lemerre      | 18/06/1941    |      |       |                       |       |      |            |                                            |             |

## WK-eindronde 2002
- Resultaat: eerste ronde

data corresponderend met situatie voorafgaand aan toernooi
| №                  | Naam                 | Geboortedatum | Caps | Goals | Club                  | Duels | Goal | Kreeg geel | Kreeg voor de tweede keer geel en dus rood | Weggestuurd |
| Doel               | Doel                 | Doel          | Doel | Doel  | Doel                  | Doel  | Doel | Doel       | Doel                                       | Doel        |
| ------------------ | -------------------- | ------------- | ---- | ----- | --------------------- | ----- | ---- | ---------- | ------------------------------------------ | ----------- |
| 1                  | Ulrich Ramé          | 19/09/1972    | 11   | 0     | Girondins de Bordeaux | 0     | 0    | 0          | 0                                          | 0           |
| 16                 | Fabien Barthez       | 28/06/1971    | 48   | 0     | Manchester United     | 3     | 0    | 0          | 0                                          | 0           |
| 23                 | Grégory Coupet       | 31/12/1972    | 1    | 0     | Olympique Lyon        | 0     | 0    | 0          | 0                                          | 0           |
| Verdediging        |                      |               |      |       |                       |       |      |            |                                            |             |
| 2                  | Vincent Candela      | 24/10/1973    | 37   | 2     | AS Roma               | 2     | 0    | 0          | 0                                          | 0           |
| 3                  | Bixente Lizarazu     | 09/12/1969    | 75   | 2     | Bayern München        | 3     | 0    | 0          | 0                                          | 0           |
| 5                  | Philippe Christanval | 31/08/1965    | 4    | 0     | Barcelona             | 0     | 0    | 0          | 0                                          | 0           |
| 8                  | Marcel Desailly      | 17/09/1968    | 94   | 3     | Chelsea               | 3     | 0    | 0          | 0                                          | 0           |
| 13                 | Mickaël Silvestre    | 09/08/1977    | 11   | 1     | Manchester United     | 0     | 0    | 0          | 0                                          | 0           |
| 15                 | Lilian Thuram        | 01/12/1972    | 74   | 2     | Juventus              | 3     | 0    | 0          | 0                                          | 0           |
| 18                 | Frank Lebœuf         | 22/01/1968    | 48   | 5     | Olympique Marseille   | 2     | 0    | 0          | 0                                          | 0           |
| 19                 | Willy Sagnol         | 18/03/1977    | 10   | 0     | Bayern München        | 3     | 0    | 1          | 0                                          | 0           |
| Middenveld         |                      |               |      |       |                       |       |      |            |                                            |             |
| 4                  | Patrick Vieira       | 23/06/1976    | 53   | 3     | Arsenal               | 3     | 0    | 0          | 0                                          | 0           |
| 6                  | Youri Djorkaeff      | 09/03/1968    | 80   | 28    | Bolton Wanderers      | 2     | 0    | 0          | 0                                          | 0           |
| 7                  | Claude Makélélé      | 18/02/1968    | 15   | 0     | Real Madrid           | 1     | 0    | 0          | 0                                          | 0           |
| 10                 | Zinédine Zidane      | 23/06/1972    | 74   | 19    | Real Madrid           | 1     | 0    | 0          | 0                                          | 0           |
| 14                 | Alain Boghossian     | 27/10/1970    | 26   | 2     | Parma                 | 0     | 0    | 0          | 0                                          | 0           |
| 17                 | Emmanuel Petit       | 22/09/1970    | 58   | 6     | Chelsea               | 2     | 0    | 2          | 0                                          | 0           |
| 22                 | Johan Micoud         | 24/07/1973    | 14   | 1     | Parma                 | 1     | 0    | 0          | 0                                          | 0           |
| Aanval             |                      |               |      |       |                       |       |      |            |                                            |             |
| 9                  | Djibril Cissé        | 12/08/1981    | 2    | 0     | AJ Auxerre            | 3     | 0    | 0          | 0                                          | 0           |
| 11                 | Sylvain Wiltord      | 10/05/1974    | 39   | 12    | Arsenal               | 3     | 0    | 0          | 0                                          | 0           |
| 12                 | Thierry Henry        | 17/08/1977    | 36   | 12    | Arsenal               | 2     | 0    | 0          | 0                                          | 1           |
| 20                 | David Trezeguet      | 15/10/1977    | 37   | 20    | Juventus              | 3     | 0    | 0          | 0                                          | 0           |
| 21                 | Christophe Dugarry   | 24/03/1972    | 52   | 8     | Girondins de Bordeaux | 3     | 0    | 1          | 0                                          | 0           |
| Bondscoach         |                      |               |      |       |                       |       |      |            |                                            |             |
| Vlag van Frankrijk | Roger Lemerre        | 18/06/1941    |      |       |                       |       |      |            |                                            |             |

## FIFA Confederations Cup 2003
- Resultaat: kampioen

data corresponderend met situatie voorafgaand aan toernooi
| №                  | Naam                | Geboortedatum | Caps | Goals | Club              | Duels | Goal | Kreeg geel | Kreeg voor de tweede keer geel en dus rood | Weggestuurd |
| Doel               | Doel                | Doel          | Doel | Doel  | Doel              | Doel  | Doel | Doel       | Doel                                       | Doel        |
| ------------------ | ------------------- | ------------- | ---- | ----- | ----------------- | ----- | ---- | ---------- | ------------------------------------------ | ----------- |
| 1                  | Mickaël Landreau    | 14/05/1979    |      |       | FC Nantes         | 1     | 0    | 0          | 0                                          | 0           |
| 16                 | Fabien Barthez      | 28/06/1971    |      |       | Manchester United | 2     | 0    | 0          | 0                                          | 0           |
| 23                 | Grégory Coupet      | 31/12/1972    |      |       | Olympique Lyon    | 2     | 0    | 0          | 0                                          | 0           |
| Verdediging        |                     |               |      |       |                   |       |      |            |                                            |             |
| 2                  | Philippe Mexès      | 30/03/1982    |      |       | AJ Auxerre        | 2     | 0    | 1          | 0                                          | 0           |
| 3                  | Bixente Lizarazu    | 09/12/1969    |      |       | Bayern München    | 3     | 0    | 1          | 0                                          | 0           |
| 4                  | Jean-Alain Boumsong | 14/12/1979    |      |       | AJ Auxerre        | 1     | 0    | 0          | 0                                          | 0           |
| 5                  | William Gallas      | 17/12/1977    |      |       | Chelsea FC        | 3     | 0    | 0          | 0                                          | 0           |
| 8                  | Marcel Desailly     | 17/09/1968    |      |       | Chelsea           | 4     | 0    | 0          | 0                                          | 0           |
| 13                 | Mickaël Silvestre   | 09/08/1977    |      |       | Manchester United | 2     | 0    | 1          | 0                                          | 0           |
| 15                 | Lilian Thuram       | 01/12/1972    |      |       | Juventus          | 4     | 0    | 1          | 0                                          | 0           |
| 19                 | Willy Sagnol        | 18/03/1977    |      |       | Bayern München    | 2     | 0    | 0          | 0                                          | 1           |
| Middenveld         |                     |               |      |       |                   |       |      |            |                                            |             |
| 6                  | Olivier Dacourt     | 25/09/1974    |      |       | Leeds United      | 4     | 0    | 1          | 0                                          | 0           |
| 7                  | Robert Pirès        | 29/10/1973    |      |       | Arsenal           | 5     | 3    | 0          | 0                                          | 0           |
| 10                 | Ludovic Giuly       | 10/07/1976    |      |       | AS Monaco         | 3     | 1    | 1          | 0                                          | 0           |
| 14                 | Jérôme Rothen       | 31/03/1978    |      |       | AS Monaco         | 1     | 0    | 0          | 0                                          | 0           |
| 17                 | Olivier Kapo        | 27/09/1980    |      |       | AJ Auxerre        | 4     | 1    | 1          | 0                                          | 0           |
| 18                 | Benoît Pedretti     | 12/11/1980    |      |       | FC Sochaux        | 5     | 0    | 1          | 0                                          | 0           |
| 21                 | Ousmane Dabo        | 08/02/1977    |      |       | Atalanta Bergamo  | 2     | 0    | 0          | 0                                          | 0           |
| Aanval             |                     |               |      |       |                   |       |      |            |                                            |             |
| 9                  | Djibril Cissé       | 12/08/1981    |      |       | AJ Auxerre        | 4     | 1    | 0          | 0                                          | 0           |
| 11                 | Sylvain Wiltord     | 10/05/1974    |      |       | Arsenal           | 5     | 1    | 0          | 0                                          | 0           |
| 12                 | Thierry Henry       | 17/08/1977    |      |       | Arsenal           | 5     | 4    | 1          | 0                                          | 1           |
| 20                 | Steve Marlet        | 10/01/1974    |      |       | Fulham            | 3     | 0    | 0          | 0                                          | 0           |
| 23                 | Sidney Govou        | 27/07/1979    |      |       | Olympique Lyon    | 3     | 1    | 1          | 0                                          | 0           |
| Bondscoach         |                     |               |      |       |                   |       |      |            |                                            |             |
| Vlag van Frankrijk | Jacques Santini     | 25/04/1952    |      |       |                   |       |      |            |                                            |             |

## EK-eindronde 2004
- Resultaat: kwartfinale

data corresponderend met situatie voorafgaand aan toernooi
| №                  | Naam                | Geboortedatum | Caps | Goals | Club                | Duels | Goal | Kreeg geel | Kreeg voor de tweede keer geel en dus rood | Weggestuurd |
| Doel               | Doel                | Doel          | Doel | Doel  | Doel                | Doel  | Doel | Doel       | Doel                                       | Doel        |
| ------------------ | ------------------- | ------------- | ---- | ----- | ------------------- | ----- | ---- | ---------- | ------------------------------------------ | ----------- |
| 1                  | Mickaël Landreau    | 14/05/1979    |      |       | FC Nantes           | 0     | 0    | 0          | 0                                          | 0           |
| 16                 | Fabien Barthez      | 28/06/1971    |      |       | Olympique Marseille | 4     | 0    | 0          | 0                                          | 0           |
| 23                 | Grégory Coupet      | 31/12/1972    |      |       | Olympique Lyon      | 0     | 0    | 0          | 0                                          | 0           |
| Verdediging        |                     |               |      |       |                     |       |      |            |                                            |             |
| 2                  | Jean-Alain Boumsong | 14/12/1979    |      |       | AJ Auxerre          | 1     | 0    | 0          | 0                                          | 0           |
| 3                  | Bixente Lizarazu    | 09/12/1969    |      |       | Bayern München      | 3     | 0    | 0          | 0                                          | 0           |
| 5                  | William Gallas      | 17/12/1977    |      |       | Chelsea FC          | 4     | 0    | 0          | 0                                          | 0           |
| 8                  | Marcel Desailly     | 17/09/1968    |      |       | Chelsea             | 1     | 0    | 0          | 0                                          | 0           |
| 13                 | Mickaël Silvestre   | 09/08/1977    |      |       | Manchester United   | 4     | 0    | 1          | 0                                          | 0           |
| 15                 | Lilian Thuram       | 01/12/1972    |      |       | Juventus            | 4     | 0    | 0          | 0                                          | 0           |
| 19                 | Willy Sagnol        | 18/03/1977    |      |       | Bayern München      | 3     | 0    | 0          | 0                                          | 0           |
| Middenveld         |                     |               |      |       |                     |       |      |            |                                            |             |
| 4                  | Patrick Vieira      | 23/06/1976    |      |       | Arsenal             | 3     | 0    | 1          | 0                                          | 0           |
| 6                  | Claude Makélélé     | 18/02/1968    |      |       | Chelsea             | 3     | 0    | 0          | 0                                          | 0           |
| 7                  | Robert Pirès        | 29/10/1973    |      |       | Arsenal             | 4     | 0    | 1          | 0                                          | 0           |
| 10                 | Zinédine Zidane     | 23/06/1972    |      |       | Real Madrid         | 4     | 3    | 1          | 0                                          | 0           |
| 14                 | Jérôme Rothen       | 31/03/1978    |      |       | AS Monaco           | 1     | 0    | 0          | 0                                          | 0           |
| 17                 | Olivier Dacourt     | 25/09/1974    |      |       | AS Roma             | 3     | 0    | 1          | 0                                          | 0           |
| 18                 | Benoît Pedretti     | 12/11/1980    |      |       | FC Sochaux          | 1     | 0    | 0          | 0                                          | 0           |
| Aanval             |                     |               |      |       |                     |       |      |            |                                            |             |
| 9                  | Louis Saha          | 08/08/1978    |      |       | Manchester United   | 2     | 0    | 1          | 0                                          | 0           |
| 11                 | Sylvain Wiltord     | 10/05/1974    |      |       | Arsenal             | 3     | 0    | 0          | 0                                          | 0           |
| 12                 | Thierry Henry       | 17/08/1977    |      |       | Arsenal             | 4     | 2    | 1          | 0                                          | 0           |
| 20                 | David Trezeguet     | 15/10/1977    |      |       | Juventus            | 4     | 1    | 0          | 0                                          | 0           |
| 21                 | Steve Marlet        | 10/01/1974    |      |       | Fulham              | 0     | 0    | 0          | 0                                          | 0           |
| 22                 | Sidney Govou        | 27/07/1979    |      |       | Olympique Lyon      | 0     | 0    | 0          | 0                                          | 0           |
| Bondscoach         |                     |               |      |       |                     |       |      |            |                                            |             |
| Vlag van Frankrijk | Jacques Santini     | 25/04/1952    |      |       |                     |       |      |            |                                            |             |

## WK-eindronde 2006
- Resultaat: tweede plaats

data corresponderend met situatie voorafgaand aan toernooi
| №                  | Naam                | Geboortedatum | Caps | Goals | Club                | Duels | Goal | Kreeg geel | Kreeg voor de tweede keer geel en dus rood | Weggestuurd |
| Doel               | Doel                | Doel          | Doel | Doel  | Doel                | Doel  | Doel | Doel       | Doel                                       | Doel        |
| ------------------ | ------------------- | ------------- | ---- | ----- | ------------------- | ----- | ---- | ---------- | ------------------------------------------ | ----------- |
| 1                  | Mickaël Landreau    | 14/05/1979    | 3    | 0     | FC Nantes           | 0     | 0    | 0          | 0                                          | 0           |
| 16                 | Fabien Barthez      | 28/06/1971    | 80   | 0     | Olympique Marseille | 7     | 0    | 0          | 0                                          | 0           |
| 23                 | Grégory Coupet      | 31/12/1972    | 18   | 0     | Olympique Lyon      | 0     | 0    | 0          | 0                                          | 0           |
| Verdediging        |                     |               |      |       |                     |       |      |            |                                            |             |
| 2                  | Jean-Alain Boumsong | 14/12/1979    | 19   | 1     | Newcastle United    | 0     | 0    | 0          | 0                                          | 0           |
| 3                  | Éric Abidal         | 11/07/1979    | 8    | 0     | Olympique Lyon      | 6     | 0    | 2          | 0                                          | 0           |
| 5                  | William Gallas      | 17/12/1977    | 40   | 0     | Chelsea FC          | 7     | 0    | 0          | 0                                          | 0           |
| 13                 | Mickaël Silvestre   | 09/08/1977    | 39   | 2     | Manchester United   | 1     | 0    | 0          | 0                                          | 0           |
| 15                 | Lilian Thuram       | 01/12/1972    | 114  | 2     | Juventus            | 7     | 0    | 1          | 0                                          | 0           |
| 17                 | Gaël Givet          | 09/10/1981    | 11   | 0     | AS Monaco           | 0     | 0    | 0          | 0                                          | 0           |
| 19                 | Willy Sagnol        | 18/03/1977    | 38   | 1     | Bayern München      | 7     | 0    | 2          | 0                                          | 0           |
| 21                 | Pascal Chimbonda    | 21/02/1979    | 1    | 0     | Wigan Athletic      | 0     | 0    | 0          | 0                                          | 0           |
| Middenveld         |                     |               |      |       |                     |       |      |            |                                            |             |
| 4                  | Patrick Vieira      | 23/06/1976    | 87   | 4     | Juventus            | 7     | 2    | 1          | 0                                          | 0           |
| 6                  | Claude Makélélé     | 18/02/1968    | 43   | 0     | Chelsea             | 7     | 0    | 1          | 0                                          | 0           |
| 7                  | Florent Malouda     | 13/06/1980    | 13   | 3     | Olympique Lyon      | 6     | 0    | 1          | 0                                          | 0           |
| 8                  | Vikash Dhorasoo     | 10/10/1973    | 16   | 1     | Paris Saint-Germain | 2     | 0    | 0          | 0                                          | 0           |
| 10                 | Zinédine Zidane     | 23/06/1972    | 102  | 28    | Real Madrid         | 6     | 3    | 2          | 0                                          | 0           |
| 18                 | Alou Diarra         | 15/07/1981    | 9    | 0     | RC Lens             | 2     | 0    | 0          | 0                                          | 0           |
| 22                 | Franck Ribéry       | 07/04/1983    | 3    | 0     | Olympique Marseille | 7     | 1    | 1          | 0                                          | 0           |
| Aanval             |                     |               |      |       |                     |       |      |            |                                            |             |
| 9                  | Sidney Govou        | 27/07/1979    | 19   | 3     | Olympique Lyon      | 4     | 0    | 0          | 0                                          | 0           |
| 11                 | Sylvain Wiltord     | 10/05/1974    | 80   | 26    | Olympique Lyon      | 7     | 0    | 0          | 0                                          | 0           |
| 12                 | Thierry Henry       | 17/08/1977    | 78   | 33    | Arsenal             | 7     | 3    | 0          | 0                                          | 0           |
| 14                 | Louis Saha          | 08/08/1978    | 9    | 2     | Manchester United   | 3     | 0    | 2          | 0                                          | 0           |
| 20                 | David Trezeguet     | 15/10/1977    | 62   | 32    | Juventus            | 3     | 0    | 0          | 0                                          | 0           |
| Bondscoach         |                     |               |      |       |                     |       |      |            |                                            |             |
| Vlag van Frankrijk | Raymond Domenech    | 24/01/1952    |      |       |                     |       |      |            |                                            |             |

## EK-eindronde 2006 (U21)
- Resultaat: halve finale

data corresponderend met situatie voorafgaand aan toernooi
| №                  | Naam                    | Geboortedatum | Caps | Goals | Club                | Duels | Goal | Kreeg geel | Kreeg voor de tweede keer geel en dus rood | Weggestuurd |
| Doel               | Doel                    | Doel          | Doel | Doel  | Doel                | Doel  | Doel | Doel       | Doel                                       | Doel        |
| ------------------ | ----------------------- | ------------- | ---- | ----- | ------------------- | ----- | ---- | ---------- | ------------------------------------------ | ----------- |
| 1                  | Jérémy Gavanon          | 20/09/1983    |      |       | Clermont Foot       | 0     | 0    | 0          | 0                                          | 0           |
| 16                 | Steve Mandanda          | 28/03/1985    |      |       | Le Havre AC         | 4     | 0    | 0          | 0                                          | 0           |
| 22                 | Simon Pouplin           | 28/05/1985    |      |       | Stade Rennes        | 0     | 0    | 0          | 0                                          | 0           |
| Verdediging        |                         |               |      |       |                     |       |      |            |                                            |             |
| 2                  | Lucien Aubey            | 24/05/1984    |      |       | Toulouse FC         | 1     | 0    | 0          | 0                                          | 0           |
| 3                  | Jean-Michel Badiane     | 09/05/1983    |      |       | Paris Saint-Germain | 2     | 0    | 0          | 0                                          | 0           |
| 4                  | Jérémy Berthod          | 24/04/1984    |      |       | Olympique Lyon      | 3     | 0    | 0          | 0                                          | 0           |
| 5                  | Grégory Bourillon       | 01/07/1984    |      |       | Stade Rennes        | 3     | 0    | 0          | 0                                          | 0           |
| 6                  | François Clerc          | 18/04/1983    |      |       | Olympique Lyon      | 2     | 0    | 0          | 0                                          | 0           |
| 7                  | Olivier Veigneau        | 16/07/1985    |      |       | AS Monaco           | 1     | 0    | 0          | 0                                          | 0           |
| 8                  | Jacques Faty            | 25/02/1984    |      |       | Stade Rennes        | 3     | 0    | 1          | 0                                          | 0           |
| 9                  | Bacary Sagna            | 14/02/1983    |      |       | AJ Auxerre          | 3     | 0    | 1          | 0                                          | 0           |
| Middenveld         |                         |               |      |       |                     |       |      |            |                                            |             |
| 10                 | Lassana Diarra          | 10/03/1985    |      |       | Chelsea FC          | 4     | 0    | 1          | 0                                          | 0           |
| 11                 | Julien Faubert          | 01/08/1983    |      |       | Girondins Bordeaux  | 3     | 0    | 1          | 1                                          | 0           |
| 12                 | Mathieu Flamini         | 07/03/1984    |      |       | Arsenal FC          | 1     | 0    | 0          | 0                                          | 0           |
| 13                 | Yoann Gourcuff          | 11/07/1986    |      |       | Stade Rennes        | 4     | 0    | 1          | 0                                          | 0           |
| 14                 | Rio Mavuba              | 08/03/1984    |      |       | Girondins Bordeaux  | 4     | 1    | 0          | 0                                          | 0           |
| 15                 | Jérémy Toulalan         | 10/09/1983    |      |       | FC Nantes           | 4     | 0    | 2          | 0                                          | 0           |
| Aanval             |                         |               |      |       |                     |       |      |            |                                            |             |
| 17                 | Bryan Bergougnoux       | 12/01/1983    |      |       | Toulouse FC         | 2     | 1    | 3          | 0                                          | 0           |
| 18                 | Jimmy Briand            | 02/08/1985    |      |       | Stade Rennes        | 3     | 0    | 1          | 0                                          | 0           |
| 19                 | Yoan Gouffran           | 25/05/1986    |      |       | SM Caen             | 4     | 1    | 0          | 0                                          | 0           |
| 20                 | Anthony Le Tallec       | 03/10/1984    |      |       | Sunderland AFC      | 1     | 0    | 0          | 0                                          | 0           |
| 21                 | Florent Sinama-Pongolle | 20/10/1984    |      |       | Blackburn Rovers    | 4     | 1    | 0          | 0                                          | 0           |
| Bondscoach         |                         |               |      |       |                     |       |      |            |                                            |             |
| Vlag van Frankrijk | René Girard             | 04/05/1954    |      |       |                     |       |      |            |                                            |             |

## EK-eindronde 2008
- Resultaat: eerste ronde

data corresponderend met situatie voorafgaand aan toernooi
| №                  | Naam                | Geboortedatum | Caps | Goals | Club                | Duels | Goal | Kreeg geel | Kreeg voor de tweede keer geel en dus rood | Weggestuurd |
| Doel               | Doel                | Doel          | Doel | Doel  | Doel                | Doel  | Doel | Doel       | Doel                                       | Doel        |
| ------------------ | ------------------- | ------------- | ---- | ----- | ------------------- | ----- | ---- | ---------- | ------------------------------------------ | ----------- |
| 1                  | Steve Mandanda      | 28/03/1985    | 1    | 0     | Olympique Marseille | 0     | 0    | 0          | 0                                          | 0           |
| 16                 | Sébastien Frey      | 18/03/1980    | 2    | 0     | ACF Fiorentina      | 0     | 0    | 0          | 0                                          | 0           |
| 23                 | Grégory Coupet      | 31/12/1972    | 31   | 0     | Olympique Lyon      | 3     | 0    | 0          | 0                                          | 0           |
| Verdediging        |                     |               |      |       |                     |       |      |            |                                            |             |
| 2                  | Jean-Alain Boumsong | 14/12/1979    | 22   | 1     | Olympique Lyon      | 1     | 0    | 1          | 0                                          | 0           |
| 3                  | Éric Abidal         | 11/07/1979    | 35   | 0     | FC Barcelona        | 2     | 0    | 0          | 0                                          | 1           |
| 5                  | William Gallas      | 17/12/1977    | 62   | 2     | Arsenal FC          | 3     | 0    | 0          | 0                                          | 0           |
| 13                 | Patrice Evra        | 15/05/1981    | 11   | 0     | Manchester United   | 2     | 0    | 1          | 0                                          | 0           |
| 14                 | François Clerc      | 18/04/1983    | 12   | 0     | Olympique Lyon      | 1     | 0    | 0          | 0                                          | 0           |
| 15                 | Lilian Thuram       | 01/01/1972    | 140  | 2     | FC Barcelona        | 2     | 0    | 0          | 0                                          | 0           |
| 17                 | Sébastien Squillaci | 11/08/1980    | 13   | 0     | Olympique Lyon      | 0     | 0    | 0          | 0                                          | 0           |
| 19                 | Willy Sagnol        | 18/03/1977    | 56   | 0     | FC Bayern München   | 2     | 0    | 1          | 0                                          | 0           |
| Middenveld         |                     |               |      |       |                     |       |      |            |                                            |             |
| 4                  | Patrick Vieira      | 23/06/1976    | 105  | 6     | Internazionale      | 0     | 0    | 0          | 0                                          | 0           |
| 6                  | Claude Makélélé     | 18/02/1973    | 68   | 0     | Chelsea FC          | 3     | 0    | 1          | 0                                          | 0           |
| 7                  | Florent Malouda     | 13/06/1980    | 39   | 3     | Chelsea FC          | 2     | 0    | 0          | 0                                          | 0           |
| 20                 | Jérémy Toulalan     | 10/09/1983    | 13   | 0     | Olympique Lyon      | 3     | 0    | 1          | 0                                          | 0           |
| 21                 | Lassana Diarra      | 10/03/1985    | 13   | 0     | Portsmouth FC       | 0     | 0    | 0          | 0                                          | 0           |
| 22                 | Franck Ribéry       | 07/04/1983    | 27   | 4     | FC Bayern München   | 3     | 0    | 0          | 0                                          | 0           |
| Aanval             |                     |               |      |       |                     |       |      |            |                                            |             |
| 8                  | Nicolas Anelka      | 14/03/1979    | 48   | 11    | Chelsea FC          | 3     | 0    | 0          | 0                                          | 0           |
| 9                  | Karim Benzema       | 17/12/1987    | 11   | 3     | Olympique Lyon      | 2     | 0    | 0          | 0                                          | 0           |
| 10                 | Sidney Govou        | 27/07/1979    | 32   | 7     | Olympique Lyon      | 2     | 0    | 1          | 0                                          | 0           |
| 11                 | Samir Nasri         | 20/06/1987    | 10   | 2     | Olympique Marseille | 2     | 0    | 0          | 0                                          | 0           |
| 12                 | Thierry Henry       | 17/08/1977    | 100  | 44    | FC Barcelona        | 2     | 1    | 1          | 0                                          | 0           |
| 18                 | Bafétimbi Gomis     | 06/08/1985    | 2    | 2     | AS Saint-Étienne    | 2     | 0    | 0          | 0                                          | 0           |
| Bondscoach         |                     |               |      |       |                     |       |      |            |                                            |             |
| Vlag van Frankrijk | Raymond Domenech    | 24/01/1952    |      |       |                     |       |      |            |                                            |             |

## WK-eindronde 2010
- Resultaat: eerste ronde

data corresponderend met situatie voorafgaand aan toernooi
| №                  | Naam                | Geboortedatum | Caps | Goals | Club                | Duels | Goal | Kreeg geel | Kreeg voor de tweede keer geel en dus rood | Weggestuurd |
| Doel               | Doel                | Doel          | Doel | Doel  | Doel                | Doel  | Doel | Doel       | Doel                                       | Doel        |
| ------------------ | ------------------- | ------------- | ---- | ----- | ------------------- | ----- | ---- | ---------- | ------------------------------------------ | ----------- |
| 1                  | Hugo Lloris         | 26/12/1986    | 11   | 0     | Olympique Lyon      | 3     | 0    | 0          | 0                                          | 0           |
| 16                 | Steve Mandanda      | 28/03/1985    | 13   | 0     | Olympique Marseille | 0     | 0    | 0          | 0                                          | 0           |
| 23                 | Cédric Carrasso     | 30/12/1981    | 0    | 0     | Girondins Bordeaux  | 0     | 0    | 0          | 0                                          | 0           |
| Verdediging        |                     |               |      |       |                     |       |      |            |                                            |             |
| 2                  | Bacary Sagna        | 14/02/1983    | 20   | 0     | Arsenal             | 3     | 0    | 0          | 0                                          | 0           |
| 3                  | Éric Abidal         | 11/07/1979    | 48   | 0     | FC Barcelona        | 2     | 0    | 1          | 0                                          | 0           |
| 4                  | Anthony Réveillère  | 10/11/1979    | 6    | 0     | Olympique Lyon      | 0     | 0    | 0          | 0                                          | 0           |
| 5                  | William Gallas      | 17/12/1977    | 81   | 5     | Arsenal FC          | 3     | 0    | 0          | 0                                          | 0           |
| 6                  | Marc Planus         | 07/03/1982    | 1    | 0     | Girondins Bordeaux  | 0     | 0    | 0          | 0                                          | 0           |
| 13                 | Patrice Evra        | 15/05/1981    | 30   | 0     | Manchester United   | 2     | 0    | 1          | 0                                          | 0           |
| 17                 | Sébastien Squillaci | 11/08/1980    | 20   | 0     | Arsenal             | 1     | 0    | 0          | 0                                          | 0           |
| Middenveld         |                     |               |      |       |                     |       |      |            |                                            |             |
| 7                  | Franck Ribéry       | 07/04/1983    | 45   | 7     | FC Bayern München   | 3     | 0    | 1          | 0                                          | 0           |
| 8                  | Yoann Gourcuff      | 11/07/1986    | 20   | 1     | Girondins Bordeaux  | 2     | 0    | 0          | 0                                          | 1           |
| 14                 | Jérémy Toulalan     | 10/09/1983    | 34   | 0     | Olympique Lyon      | 2     | 0    | 2          | 0                                          | 0           |
| 15                 | Florent Malouda     | 13/06/1980    | 54   | 3     | Chelsea FC          | 3     | 1    | 0          | 0                                          | 0           |
| 18                 | Alou Diarra         | 15/07/1981    | 25   | 0     | Girondins Bordeaux  | 1     | 0    | 0          | 0                                          | 0           |
| 19                 | Abou Diaby          | 11/05/1986    | 5    | 0     | Arsenal             | 3     | 0    | 1          | 0                                          | 0           |
| Aanval             |                     |               |      |       |                     |       |      |            |                                            |             |
| 9                  | Djibril Cissé       | 12/08/1981    | 39   | 9     | Panathinaikos       | 1     | 0    | 0          | 0                                          | 0           |
| 10                 | Sidney Govou        | 27/07/1979    | 46   | 10    | Olympique Lyon      | 3     | 0    | 0          | 0                                          | 0           |
| 11                 | André-Pierre Gignac | 05/12/1985    | 13   | 4     | Toulouse            | 3     | 0    | 0          | 0                                          | 0           |
| 12                 | Thierry Henry       | 17/08/1977    | 121  | 51    | FC Barcelona        | 2     | 0    | 0          | 0                                          | 0           |
| 20                 | Mathieu Valbuena    | 28/09/1984    | 2    | 1     | Olympique Marseille | 1     | 0    | 0          | 0                                          | 0           |
| 21                 | Nicolas Anelka      | 14/03/1979    | 67   | 14    | Chelsea FC          | 2     | 0    | 0          | 0                                          | 0           |
| Bondscoach         |                     |               |      |       |                     |       |      |            |                                            |             |
| Vlag van Frankrijk | Raymond Domenech    | 24/01/1952    |      |       |                     |       |      |            |                                            |             |

## EK-eindronde 2012
- Resultaat: Kwartfinale

data corresponderend met situatie voorafgaand aan toernooi
| №                  | Naam               | Geboortedatum | Caps | Goals | Club                | Duels | Goal | Kreeg geel | Kreeg voor de tweede keer geel en dus rood | Weggestuurd |
| Doel               | Doel               | Doel          | Doel | Doel  | Doel                | Doel  | Doel | Doel       | Doel                                       | Doel        |
| ------------------ | ------------------ | ------------- | ---- | ----- | ------------------- | ----- | ---- | ---------- | ------------------------------------------ | ----------- |
| 1                  | Hugo Lloris        | 26/12/1986    | 33   | 0     | Olympique Lyon      | 4     | 0    | 0          | 0                                          | 0           |
| 16                 | Steve Mandanda     | 28/03/1985    | 15   | 0     | Olympique Marseille | 0     | 0    | 0          | 0                                          | 0           |
| 23                 | Cédric Carrasso    | 30/12/1981    | 1    | 0     | Girondins Bordeaux  | 0     | 0    | 0          | 0                                          | 0           |
| Verdediging        |                    |               |      |       |                     |       |      |            |                                            |             |
| 2                  | Mathieu Debuchy    | 28/07/1985    | 5    | 1     | Lille OSC           | 4     | 0    | 1          | 0                                          | 0           |
| 3                  | Patrice Evra       | 15/05/1981    | 41   | 0     | Manchester United   | 1     | 0    | 0          | 0                                          | 0           |
| 4                  | Adil Rami          | 27/12/1985    | 20   | 1     | Valencia            | 4     | 0    | 0          | 0                                          | 0           |
| 5                  | Philippe Mexès     | 30/03/1982    | 26   | 1     | AC Milan            | 3     | 0    | 2          | 0                                          | 0           |
| 13                 | Anthony Réveillère | 10/11/1979    | 17   | 1     | Olympique Lyonnais  | 1     | 0    | 0          | 0                                          | 0           |
| 21                 | Laurent Koscielny  | 10/09/1985    | 3    | 0     | Arsenal             | 1     | 0    | 0          | 0                                          | 0           |
| 22                 | Gaël Clichy        | 26/07/1985    | 12   | 0     | Manchester City     | 3     | 0    | 0          | 0                                          | 0           |
| Middenveld         |                    |               |      |       |                     |       |      |            |                                            |             |
| 6                  | Yohan Cabaye       | 14/01/1986    | 13   | 0     | Newcastle United    | 3     | 1    | 1          | 0                                          | 0           |
| 7                  | Franck Ribéry      | 07/04/1983    | 60   | 10    | FC Bayern München   | 4     | 0    | 0          | 0                                          | 0           |
| 8                  | Mathieu Valbuena   | 28/09/1984    | 12   | 2     | Olympique Marseille | 0     | 0    | 0          | 0                                          | 0           |
| 11                 | Samir Nasri        | 26/06/1987    | 31   | 3     | Manchester City     | 3     | 1    | 0          | 0                                          | 0           |
| 12                 | Blaise Matuidi     | 09/04/1987    | 4    | 0     | Paris Saint-Germain | 0     | 0    | 0          | 0                                          | 0           |
| 15                 | Florent Malouda    | 13/06/1980    | 77   | 9     | Chelsea             | 1     | 0    | 0          | 0                                          | 0           |
| 17                 | Yann M'Vila        | 29/06/1990    | 19   | 1     | Stade Rennais       | 3     | 0    | 0          | 0                                          | 0           |
| 18                 | Alou Diarra        | 15/07/1981    | 41   | 0     | Olympique Marseille | 3     | 0    | 0          | 0                                          | 0           |
| 19                 | Marvin Martin      | 10/01/1988    | 12   | 2     | FC Sochaux          | 2     | 0    | 0          | 0                                          | 0           |
| 20                 | Hatem Ben Arfa     | 07/03/1987    | 11   | 2     | Newcastle United    | 2     | 0    | 0          | 0                                          | 0           |
| Aanval             |                    |               |      |       |                     |       |      |            |                                            |             |
| 9                  | Olivier Giroud     | 30/09/1986    | 6    | 1     | Montpellier HSC     | 3     | 0    | 0          | 0                                          | 0           |
| 10                 | Karim Benzema      | 19/12/1987    | 45   | 15    | Real Madrid         | 4     | 0    | 0          | 0                                          | 0           |
| 14                 | Jérémy Ménez       | 07/05/1987    | 12   | 1     | Paris Saint-Germain | 3     | 1    | 2          | 0                                          | 0           |
| Bondscoach         |                    |               |      |       |                     |       |      |            |                                            |             |
| Vlag van Frankrijk | Laurent Blanc      | 19/11/1965    |      |       |                     |       |      |            |                                            |             |

## EK-eindronde 2016
- Resultaat: Finale

data corresponderend met situatie voorafgaand aan toernooi
| №                  | Naam                | Geboortedatum | Caps | Goals | Club                | Duels | Goal | Kreeg geel | Kreeg voor de tweede keer geel en dus rood | Weggestuurd |
| Doel               | Doel                | Doel          | Doel | Doel  | Doel                | Doel  | Doel | Doel       | Doel                                       | Doel        |
| ------------------ | ------------------- | ------------- | ---- | ----- | ------------------- | ----- | ---- | ---------- | ------------------------------------------ | ----------- |
| 1                  | Hugo Lloris         | 26/12/1986    | 75   | 0     | Tottenham Hotspur   | 7     | 0    | 0          | 0                                          | 0           |
| 16                 | Steve Mandanda      | 28/03/1985    | 22   | 0     | Crystal Palace      | 0     | 0    | 0          | 0                                          | 0           |
| 23                 | Benoît Costil       | 03/07/1987    | 0    | 0     | Stade Rennes        | 0     | 0    | 0          | 0                                          | 0           |
| Verdediging        |                     |               |      |       |                     |       |      |            |                                            |             |
| 2                  | Christophe Jallet   | 31/10/1983    | 11   | 1     | Olympique Lyon      | 0     | 0    | 0          | 0                                          | 0           |
| 3                  | Patrice Evra        | 15/05/1981    | 71   | 0     | Juventus            | 7     | 0    | 1          | 0                                          | 0           |
| 4                  | Adil Rami           | 27/12/1985    | 28   | 1     | Sevilla             | 4     | 0    | 2          | 0                                          | 0           |
| 13                 | Eliaquim Mangala    | 13/02/1991    | 7    | 0     | Manchester City     | 1     | 0    | 0          | 0                                          | 0           |
| 17                 | Lucas Digne         | 20/07/1993    | 13   | 0     | Paris Saint-Germain | 0     | 0    | 0          | 0                                          | 0           |
| 19                 | Bacary Sagna        | 14/02/1983    | 57   | 0     | Manchester City     | 7     | 0    | 0          | 0                                          | 0           |
| 21                 | Laurent Koscielny   | 10/09/1985    | 29   | 1     | Arsenal             | 7     | 0    | 2          | 0                                          | 0           |
| 22                 | Samuel Umtiti       | 14/11/1993    | 0    | 0     | Barcelona           | 3     | 0    | 2          | 0                                          | 0           |
| Middenveld         |                     |               |      |       |                     |       |      |            |                                            |             |
| 5                  | N'Golo Kanté        | 29/03/1991    | 4    | 1     | Leicester City      | 4     | 0    | 3          | 0                                          | 0           |
| 6                  | Yohan Cabaye        | 14/01/1986    | 46   | 4     | Crystal Palace      | 2     | 0    | 0          | 0                                          | 0           |
| 8                  | Dimitri Payet       | 29/03/1987    | 19   | 3     | West Ham United     | 7     | 3    | 0          | 0                                          | 0           |
| 12                 | Morgan Schneiderlin | 08/11/1989    | 15   | 0     | Manchester United   | 0     | 0    | 0          | 0                                          | 0           |
| 14                 | Blaise Matuidi      | 09/04/1987    | 44   | 8     | Paris Saint-Germain | 7     | 0    | 1          | 0                                          | 0           |
| 15                 | Paul Pogba          | 15/03/1993    | 31   | 5     | Juventus            | 7     | 1    | 1          | 0                                          | 0           |
| 18                 | Moussa Sissoko      | 16/08/1989    | 38   | 1     | Newcastle United    | 6     | 0    | 0          | 0                                          | 0           |
| Aanval             |                     |               |      |       |                     |       |      |            |                                            |             |
| 7                  | Antoine Griezmann   | 21/03/1991    | 27   | 7     | Atlético Madrid     | 7     | 6    | 0          | 0                                          | 0           |
| 9                  | Olivier Giroud      | 30/09/1986    | 49   | 17    | Arsenal             | 6     | 3    | 1          | 0                                          | 0           |
| 10                 | André-Pierre Gignac | 05/12/1985    | 27   | 7     | UANL Tigres         | 6     | 0    | 0          | 0                                          | 0           |
| 11                 | Anthony Martial     | 05/12/1995    | 9    | 0     | Manchester United   | 3     | 0    | 0          | 0                                          | 0           |
| 20                 | Kingsley Coman      | 13/06/1996    | 5    | 1     | Bayern München      | 6     | 0    | 0          | 0                                          | 0           |
| Bondscoach         |                     |               |      |       |                     |       |      |            |                                            |             |
| Vlag van Frankrijk | Didier Deschamps    | 15/10/1968    |      |       |                     |       |      |            |                                            |             |

FFF · A-internationals · Selecties · Bondscoaches · Frans vrouwenelftal · Olympisch elftal · Frankrijk U21 · Frankrijk U20 · Frankrijk U19 · Frankrijk U18 · Frankrijk U17 · Frankrijk U16 · Vrouwen U17
1904 – 1919 ·
1920 – 1929 ·
1930 – 1939 ·
1940 – 1949 ·
1950 – 1959 ·
1960 – 1969 ·
1970 – 1979 ·
1980 – 1989 ·
1990 – 1999 ·
2000 – 2009 ·
2010 – 2019 ·
2020 – 2029
EK's: 1984 · 
1992 · 
1996 · 
2000 · 
2004 · 
2008 · 
2012 · 
2016 · 
2020 · 
2024
WK's: 1930 · 
1934 · 
1938 · 
1954 · 
1958 · 
1966 · 
1978 · 
1982 · 
1986 · 
1998 · 
2002 · 
2006 · 
2010 · 
2014 · 
2018 · 
2022
OS: 1900 · 
1908 · 
1920 · 
1924 · 
1948 · 
1952 · 
1960 · 
1968 · 
1976 · 
1984 · 
1996 · 
2020
1904 · 
1905 · 
1906 · 
1907 · 
1908 · 
1909 · 
1910 · 
1911 · 
1912 · 
1913 · 
1914 · 
1915 · 1916 · 1917 · 1918 · 
1919 · 
1920 · 
1921 · 
1922 · 
1923 · 
1924 · 
1925 · 
1926 · 
1927 · 
1928 · 
1929 · 
1930 · 
1931 · 
1932 · 
1933 · 
1934 · 
1935 · 
1936 · 
1937 · 
1938 · 
1939 · 
1940 · 1941  · 
1942 · 
1943 · 1944  · 
1945 · 
1946 · 
1947 · 
1948 · 
1949 · 
1950 · 
1951 · 
1952 · 
1953 · 
1954 · 
1955 · 
1956 · 
1957 · 
1958 · 
1959 ·
1960 · 
1961 · 
1962 · 
1963 · 
1964 · 
1965 · 
1966 · 
1967 · 
1968 · 
1969 ·
1970 · 
1971 · 
1972 · 
1973 · 
1974 · 
1975 · 
1976 · 
1977 · 
1978 · 
1979 ·
1980 · 
1981 · 
1982 · 
1983 · 
1984 · 
1985 · 
1986 · 
1987 · 
1988 · 
1989 · 
1990 · 
1991 · 
1992 · 
1993 · 
1994 · 
1995 · 
1996 · 
1997 · 
1998 · 
1999 · 
2000 · 
2001 · 
2002 · 
2003 · 
2004 · 
2005 · 
2006 · 
2007 · 
2008 · 
2009 · 
2010 · 
2011 · 
2012 · 
2013 · 
2014 · 
2015 · 
2016 · 
2017 · 
2018 ·
2019 ·
2020 ·
2021 ·
2022 ·
2023
Albanië ·
Algerije ·
Andorra ·
Argentinië ·
Armenië ·
Australië ·
Azerbeidzjan ·
België ·
Bolivia ·
Bosnië en Herzegovina ·
Brazilië ·
Bulgarije ·
Canada ·
Chili ·
China ·
Colombia ·
Costa Rica ·
Cyprus ·
Denemarken ·
Duitse Democratische Republiek ·
Duitsland ·
Ecuador ·
Egypte ·
Engeland ·
Estland ·
Faeröer ·
Finland ·
Georgië ·
Gibraltar ·
Griekenland ·
Honduras ·
Hongarije ·
Ierland ·
IJsland ·
Iran ·
Israël ·
Italië ·
Ivoorkust ·
Jamaica ·
Japan ·
Joegoslavië ·
Kameroen ·
Kazachstan ·
Koeweit ·
Kroatië ·
Letland ·
Litouwen ·
Luxemburg ·
Malta ·
Marokko ·
Mexico ·
Moldavië ·
Nederland ·
Nieuw-Zeeland ·
Nigeria ·
Noord-Ierland ·
Noorwegen ·
Oekraïne ·
Oostenrijk ·
Paraguay ·
Peru · 
Polen ·
Portugal ·
Roemenië ·
Rusland ·
Saoedi-Arabië ·
Schotland ·
Senegal ·
Servië ·
Slovenië ·
Slowakije ·
Sovjet-Unie ·
Spanje ·
Togo ·
Tsjechië ·
Tsjecho-Slowakije ·
Tunesië ·
Turkije ·
Uruguay ·
Verenigde Staten ·
Wales ·
Wit-Rusland ·
Zuid-Afrika ·
Zuid-Korea ·
Zweden ·
Zwitserland
Albanië (2016) ·
Argentinië (2018) ·
Argentinië (2022) ·
Australië (2018) · 
België (1904) · 
België (2018) · 
Brazilië (1998) · 
Brazilië (2006) · 
Denemarken (2002) · 
Denemarken (2018) ·
Duitsland (2014) · 
Duitsland (2021) · 
Ecuador (2014) · 
Engeland (1982) · 
Engeland (2012) · 
Engeland (2022) ·
Honduras (2014) · 
Hongarije (2021) · 
Italië (2000) · 
Italië (2006) · 
Italië (2008) · 
Japan (2001) · 
Kameroen (2003) · 
Koeweit (1982) · 
Kroatië (2018) · 
Marokko (2022) ·
Mexico (2010) · 
Nederland (2008) · 
Nigeria (2014) ·
Noord-Ierland (1982) · 
Oekraïne (2012) · 
Oostenrijk (1982) · 
Peru (2018) · 
Polen (1982) · 
Polen (2022) ·
Portugal (2006) · 
Portugal (2016) ·
Portugal (2021) ·
Roemenië (2008) ·
Roemenië (2016) ·
Senegal (2002) · 
Spanje (1984) ·
Spanje (2006) ·
Spanje (2012) ·
Spanje (2021) ·
Togo (2006) ·
Tsjecho-Slowakije (1982) ·
Uruguay (2002) ·
Uruguay (2010) ·
Uruguay (2018) ·
Zuid-Afrika (2010) ·
Zuid-Korea (2006) ·
Zweden (2012) ·
Zwitserland (2006) ·
Zwitserland (2014) ·
Zwitserland (2016) ·
Zwitserland (2021)